# Cross Border 2010
El Cross Border 2010 fue la edición del torneo de rugby regional en que 8 equipos divididos en dos grupos denominados Cross Border del Pacífico (CB del Pacífico) y Cross Border del Plata (CB del Plata) intentaron clasificar primero en su serie para acceder a la final, los ganadores de cada zona fueron Tucumán y Córdoba respectivamente. De esta forma la competencia tuvo un cambio respecto de los denominados Cross Border del Este 2009 y Cross Border del Oeste 2009 que fueron dos torneos paralelos con un campeón en cada uno de ellos.
Participaron 2 selecciones nacionales afiliadas a la CONSUR como cabezas de serie; Federación de Rugby de Chile y Unión de Rugby del Uruguay y 6 selecciones provinciales de Argentina afiliadas a la UAR; Unión Cordobesa de Rugby, Unión de Rugby de Cuyo, Unión de Rugby de Tucumán, Unión de Rugby de Salta, Unión Santafesina de Rugby y Unión de Rugby de Rosario.

## Equipos participantes
| - Federación de Rugby de Chile (Los Cóndores) - Unión de Rugby de Cuyo (Los Guanacos) - Unión de Rugby de Tucumán (Los Naranjas) - Unión de Rugby de Salta (Los Mayuatos) | - Unión de Rugby del Uruguay (Los Teros) - Unión de Rugby de Rosario (Los Ñandúes) - Unión Cordobesa de Rugby (Los Dogos) - Unión Santafesina de Rugby |

## CB del Pacífico

### Posiciones[2]
| Pos. | Equipo  | Encuentros | Encuentros | Encuentros | Encuentros | Tantos  | Tantos    | Tantos     | Puntos |
| Pos. | Equipo  | jugados    | ganados    | empatados  | perdidos   | a favor | en contra | diferencia | Puntos |
| ---- | ------- | ---------- | ---------- | ---------- | ---------- | ------- | --------- | ---------- | ------ |
| 1    | Tucumán | 3          | 3          | 0          | 0          | 107     | 68        | + 39       | 9      |
| 2    | Cuyo    | 2          | 1          | 0          | 1          | 42      | 35        | + 7        | 3      |
| 3    | Salta   | 3          | 1          | 0          | 2          | 54      | 56        | - 2        | 3      |
| 4    | Chile   | 2          | 0          | 0          | 2          | 45      | 89        | - 44       | 0      |

Nota 1: Se otorgan 3 puntos al equipo que gane un partido, 1 al que empate y 0 al que pierda
Nota 2: El partido entre Chile y Cuyo se suspendió a causa del terremoto de Chile del 27 de febrero
|  | Clasificado a la final |

### Resultados[4]

#### Primera Fecha
| 27 de febrero 17:00 | Chile | Suspendido | Cuyo | CARR de La Reina, Santiago, Chile            |  |
|                     |       |            |      | Árbitro(s): Hernán Filomena Argentina (URBA) |  |

| 27 de febrero 17:00 | Tucumán | 24 - 13 | Salta | La Caldera del Parque del Tucumán Lawn Tennis Club, Tucumán, Argentina |                                           |
|                     |         | Reporte |       | Árbitro(s): Eugenio Morra Argentina (UCR)                              | Árbitro(s): Eugenio Morra Argentina (UCR) |

#### Segunda Fecha
| 12 de marzo 19:30 | Chile | 8 - 27  | Salta | cancha del Mendoza Rugby Club, Mendoza, Argentina |                             |
|                   |       | Reporte |       | Árbitro(s): Claudio Antonio                       | Árbitro(s): Claudio Antonio |

| 12 de marzo 21:00 | Cuyo | 18 - 21 | Tucumán | cancha del Mendoza Rugby Club, Mendoza, Argentina |                                    |
|                   |      | Reporte |         | Árbitro(s): Salvador Encinas Chile                | Árbitro(s): Salvador Encinas Chile |

#### Tercera Fecha
| 14 de marzo 12:30 | Salta | 14 - 24 | Cuyo | cancha del Liceo Rugby Club, Carrodilla, Argentina |                               |
|                   |       | Reporte |      | Árbitro(s): Jaime Vidal Chile                      | Árbitro(s): Jaime Vidal Chile |

| 14 de marzo 15:30 | Tucumán | 62 - 37 | Chile | cancha del Liceo Rugby Club, Carrodilla, Argentina |                                    |
|                   |         | Reporte |       | Árbitro(s): Andrés Ramos Argentina                 | Árbitro(s): Andrés Ramos Argentina |

## CB del Plata

### Posiciones[5]
| Pos. | Equipo   | Encuentros | Encuentros | Encuentros | Encuentros | Tantos  | Tantos    | Tantos     | Puntos |
| Pos. | Equipo   | jugados    | ganados    | empatados  | perdidos   | a favor | en contra | diferencia | Puntos |
| ---- | -------- | ---------- | ---------- | ---------- | ---------- | ------- | --------- | ---------- | ------ |
| 1    | Córdoba  | 3          | 3          | 0          | 0          | 93      | 30        | + 63       | 9      |
| 2    | Rosario  | 3          | 2          | 0          | 1          | 68      | 64        | + 4        | 6      |
| 3    | Uruguay  | 3          | 1          | 0          | 2          | 49      | 54        | - 5        | 3      |
| 4    | Santa Fe | 3          | 0          | 0          | 3          | 44      | 106       | - 62       | 0      |

Nota: Se otorgan 3 puntos al equipo que gane un partido, 1 al que empate y 0 al que pierda
|  | Clasificado a la final |

### Resultados[6]

#### Primera Fecha
| 27 de febrero 18:00 | Uruguay | 11 - 22 | Rosario | Country Los Teros, Montevideo, Uruguay     |                                            |
|                     |         | Reporte |         | Árbitro(s): Carlos Romero Argentina (URNE) | Árbitro(s): Carlos Romero Argentina (URNE) |

| 27 de febrero 17:00 | Córdoba | 45 - 7  | Santa Fe | cancha del Córdoba Rugby Club, Córdoba, Argentina |                                          |
|                     |         | Reporte |          | Árbitro(s): Maruo Rivera Argentina (URR)          | Árbitro(s): Maruo Rivera Argentina (URR) |

#### Segunda Fecha
| 6 de marzo 18:00 | Uruguay | 26 - 14 | Santa Fe | Country Los Teros, Montevideo, Uruguay     |                                            |
|                  |         | Reporte |          | Árbitro(s): Ariel Guillén Argentina (URBA) | Árbitro(s): Ariel Guillén Argentina (URBA) |

| 6 de marzo 17:00 | Rosario | 11 - 30 | Córdoba | cancha del Jockey Club de Rosario, Rosario, Argentina |                                                |
|                  |         | Reporte |         | Árbitro(s): Fernando Martorell Argentina (URT)        | Árbitro(s): Fernando Martorell Argentina (URT) |

#### Tercera Fecha
| 13 de marzo 17:00 | Córdoba | 18 - 12 | Uruguay | cancha del Club Palermo Bajo, Córdoba, Argentina |                                          |
|                   |         | Reporte |         | Árbitro(s): Carlos Pinto Argentina (URT)         | Árbitro(s): Carlos Pinto Argentina (URT) |

| 13 de marzo 17:00 | Santa Fe | 23 - 35 | Rosario | cancha del Club Universitario Santa Fe, Santa Fe, Argentina |                                     |
|                   |          | Reporte |         | Árbitro(s): Gustavo Gervasi Uruguay                         | Árbitro(s): Gustavo Gervasi Uruguay |

## Final
El sorteo de la localía entre las dos ciudades pertenecientes a las uniones finalistas determinó que el encuentro se jugara en la ciudad cordobesa, sin embargo fue el equipo visitante quien levantó la copa de campeón.
| 5 de octubre 21:00 | Córdoba | 18 - 22 | Tucumán | Auxiliar del Chateau Carreras, Córdoba, Argentina |                                               |
|                    |         | Reporte |         | Árbitro(s): Federico Cuestas Argentina (URBA)     | Árbitro(s): Federico Cuestas Argentina (URBA) |

| Bandera de la Provincia de Tucumán |
| Campeón Tucumán                    |
|                                    |